# Branco van Dantzig
Branco van Dantzig (Harlingen, 13 september 1870 – Auschwitz, 19 september 1942) was een Nederlands zang- en spreekpedagoge. Ze wordt gezien als een van de grondleggers van het Nederlandse spraakonderwijs en kreeg het predicaat "Moeder van de Nederlandse logopedie". Van Dantzig was ridder in de orde van Oranje Nassau (1935).
Ze werd geboren binnen het gezin van slager Emanuel van Dantzig en Jeannette de Leeuw, een jaar na haar zus Eva van Dantzig. Ze is verre familie van wiskundige David van Dantzig
In Rotterdam wordt ze herdacht door de Branco van Danzigstraat, het Brancoplein en het Branco van Dantzigpark en de plaquette aan haar voormalige woning aan de Schietbaanlaan. Voorts bestaat de Branco van Dantzigprijs van de Nederlandse Vereniging voor Logopedie en Foniatrie (NVLF). Laureaten waren onder andere Hanneke Kalf (2005) en Ellen Gerrits (2019).
Van Dantzig mocht als meisje naar de HBS, een schooltype waar destijds voornamelijk jongens heen gingen. Na die opleiding vertrok ze naar het Verenigd Koninkrijk om haar Engels te verbeteren. Bij haar terugkomst in Nederland nam ze zanglessen bij Arnold Spoel in Den Haag en muziektheorie bij de blinde Willem van Thienen in Delft. Daarbij ontwikkelde ze een interesse in de spraakkunst. Vanaf 1896 was ze werkzaam in Rotterdam, ze ging in dienst van de overheid als spraaklerares werken aan de "Gemeentelijke vormschool voor meisjes" aldaar (1898) In 1903 schoof ze door naar de "Rotterdamse kweekschool voor bewaarschoolonderwijzeressen". Voorts was ze verbonden aan het Rotterdams conservatorium in de vakken solozang, solfege en hygiënisch spreken.  Ze gaf ook les aan de kweekschool in Den Haag en aan de toneelschool in Amsterdam. Als autodidact op haar vakgebied ging ze vaak (ten rechte) in tegen de heersende meningen. Ze publiceerde regelmatig op haar vakgebied, waarbij haar publicaties ook het buitenland bereikten. In 1927 was ze mede-initiatiefneemster van de "Vereniging voor logopedie en phoniatrie", nadat ze een jaar eerder was toegetreden tot het "Internationale Gesellschaft für Logopaedie und Phonoiatrie" in Den Haag. In 1928 richtte ze de "Rotterdamse vereniging voor spraakgebrekkigen" op, een verre voorloper van de Koninklijke Auris Groep. Na haar pensioen in 1935 vertrok ze naar Amsterdam en studeerde zelf verder aan de Universiteit van Amsterdam bij het Laboratorium voor experimentele fonetiek. Dat leverde in 1940 De korte o-klank in het Nederlands op. In de Tweede Wereldoorlog bleef ze ondanks haar Joods-zijn doorwerken. Ze woonde destijds vanwege een matige gezondheid al in Het Nieuwe Huis, een flat aan het Roelof Hartplein 4, speciaal voor alleenstaande ouderen. In september 1942 werd ze weggevoerd naar Kamp Westerbork en vrijwel direct op transport gezet naar concentratiekamp Auschwitz, waar ze op 19 september 1942 werd omgebracht.
Van haar hand verschenen onder meer:
- Phonetische woordenlijst der Nederlandsche taal (1901)
- Spreekoefeningen bij het onderwijs in spreken en zingen (1902/1905)
- Over hygiënisch spreken (1905)
- Wat kan de school doen voor spraakgebrekkige kinderen (1906)
- Stemvorming en stemhygiëne (een vertaling van een werk door H. Gutzmann, 1907)
- Beknopte handleiding bij het onderwijs in spraakontwikkeling (1908)